# 相模原市立中野中学校
相模原市立中野中学校（さがみはらしりつ なかのちゅうがっこう）は、神奈川県相模原市緑区中野にある公立中学校。

## 通学区域
- 相模原市緑区[1]
  - 青山2882~3941
  - 太井1~335・337~347の1・348~471・477~1302
  - 中野1~66の2・66の23~2027の12
  - 又野
  - 三井
  - 三ケ木

## 進学前小学校
- 相模原市緑区
  - 相模原市立津久井中央小学校
  - 相模原市立中野小学校